# Cronòmetre nàutic

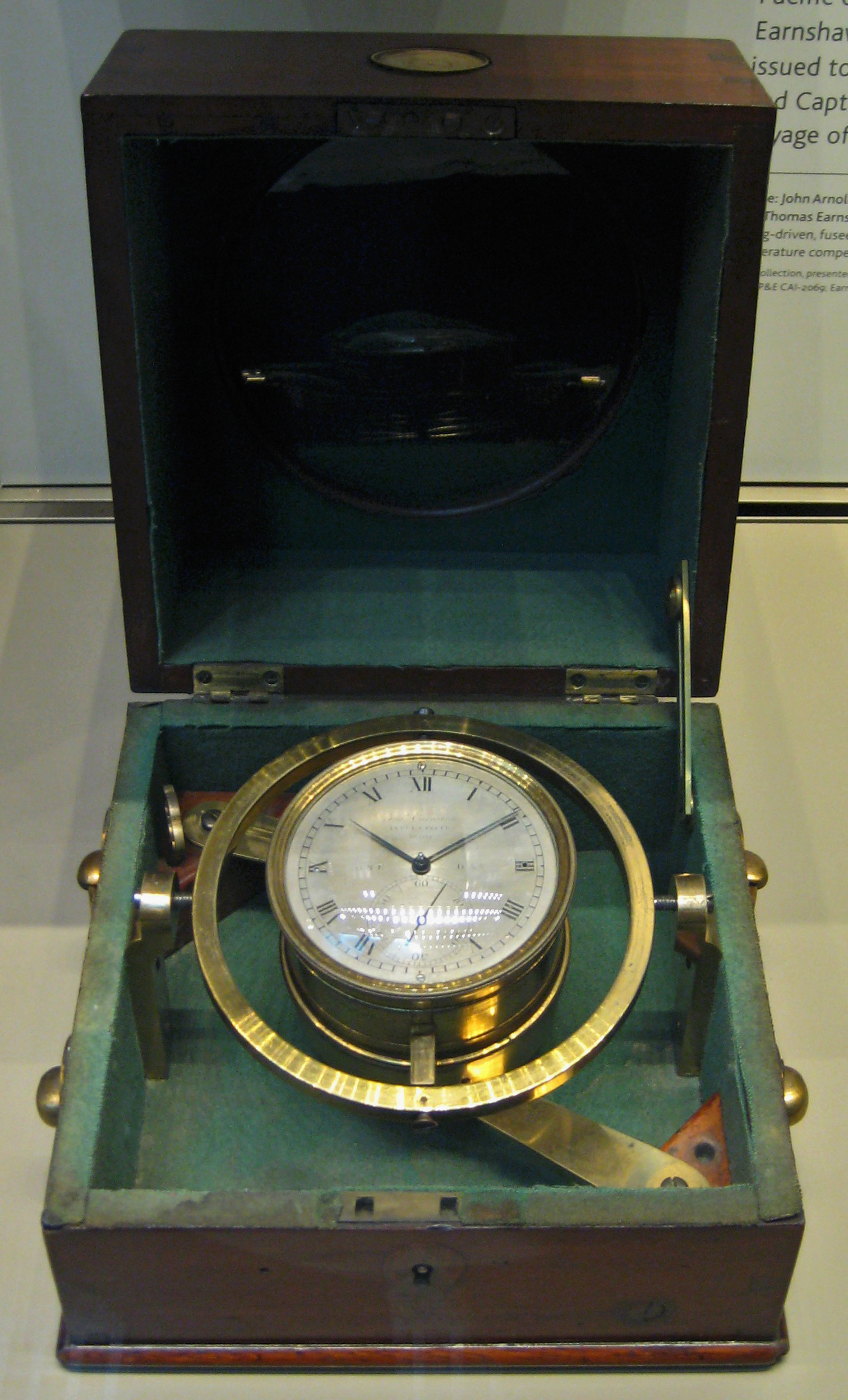
Cronòmetre fet per Thomas Earnshaw, del segon viatge del Beagle, mostrant la suspensió Cardan.

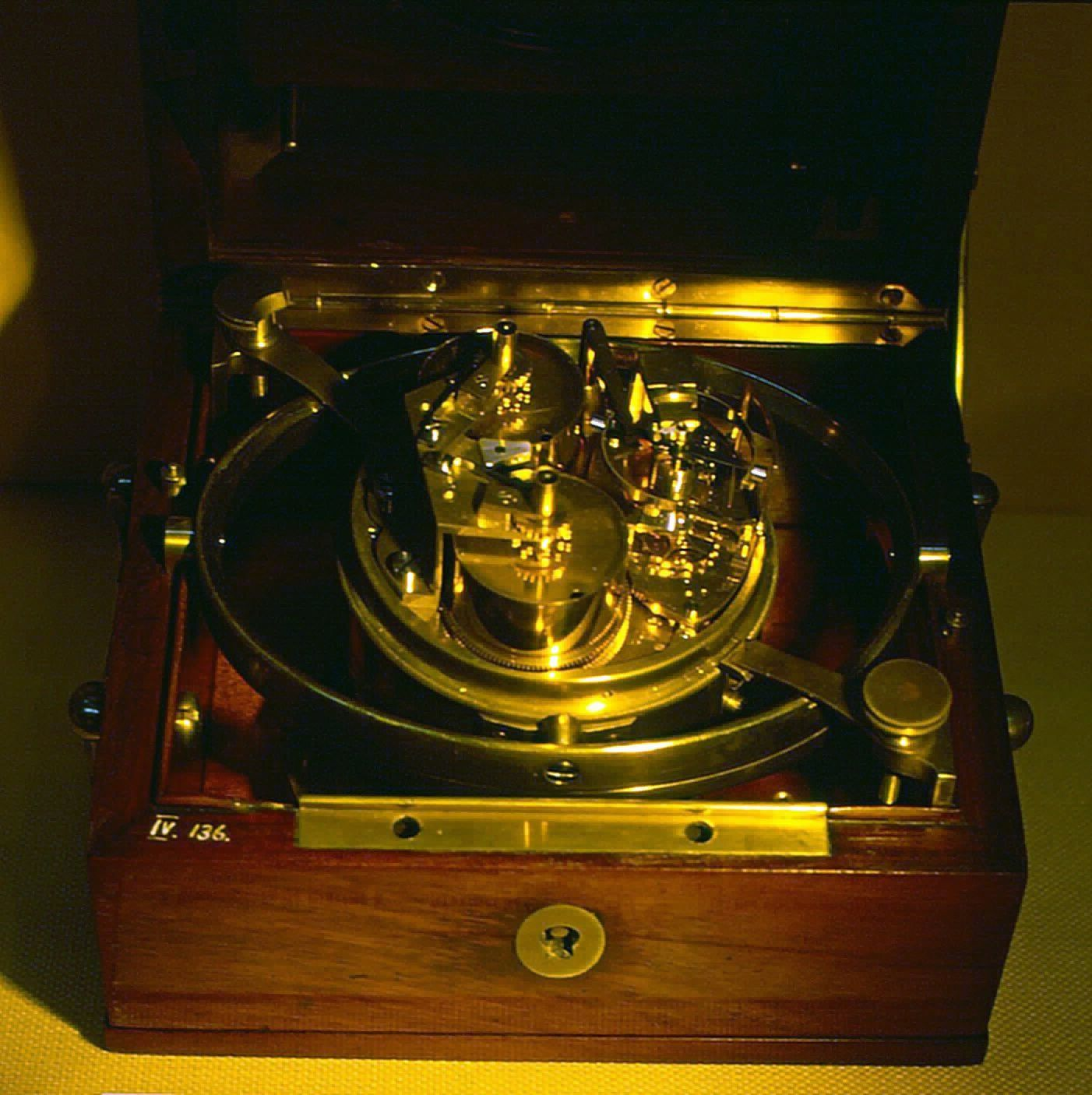
Cronòmetre Breguet (Quadre de doble barrilet)

El cronòmetre marí és un rellotge mecànic de gran precisió, dissenyat originalment per funcionar a bord d'un vaixell en alta mar. Havia de controlar el temps amb suficient exactitud com per servir d'estàndard horari portàtil utilitzable en la determinació de la longitud geogràfica del vaixell, comparant la seva hora amb l'hora local determinada mitjançant càlculs astronòmics.
Estaven muntats sobre una articulació cardan per contrarestar l'efecte dels moviments de vaivé i capcineig que pateix l'embarcació.
A partir de la segona meitat del segle xx, han estat substituïts de forma general per sistemes electrònics d'orientació i especialment pels procediments de posicionament via satèl·lit (GPS).
(Rellotges de polsera:) El terme cronòmetre marí també s'utilitza per referir-se als rellotges de polsera provats i certificats quan compleixen unes certes normes de precisió. Els rellotges fabricats a Suïssa només poden mostrar la paraula "cronòmetre" si estan certificats pel COSC ("Contrôle Officiel Suisse des Chronomètres", segons les seues inicials en francès).

## Història

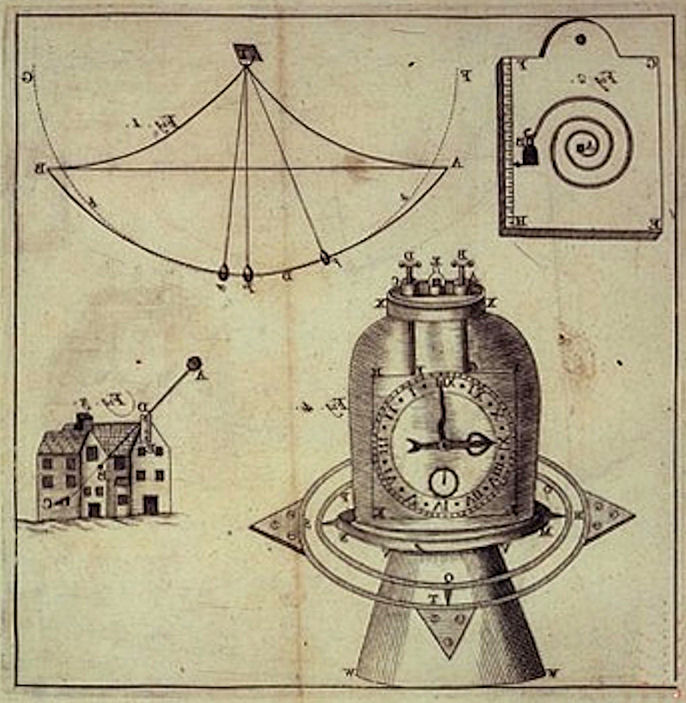
El cronòmetre marí de Jeremy Thacker utilitza cardan, i una campana de vidre de buit.

El terme "cronòmetre" pel que sembla va ser encunyat en 1714 per Jeremy Thacker, un dels competidors pel premi establert per la Junta de Longitud a principis d'aquest mateix any per qui aconseguís fabricar un rellotge capaç de conservar l'hora amb precisió durant llargues travessies marítimes.
Fins llavors, s'havia intentat sense massa èxit determinar la longitud per procediments exclusivament astronòmics, basats en l'observació de moviments celestes regulars, com el Mètode de Galileu que considera la posició de les llunes de Júpiter; o el Mètode de la Distància Lunar, proposat inicialment per Johannes Werner en 1514, desenvolupat en paral·lel amb el cronòmetre marí. No obstant això, aquests procediments no se solen poder posar en pràctica en el mar, a causa del moviment del vaixell.
El científic holandès Gemma Frisius va ser el primer a proposar l'ús d'un cronòmetre per determinar la longitud en 1530. No obstant això, no va ser fins al segle xviii quan es van desenvolupar cronòmetres exactes i fiables, capaços de mantenir amb precisió l'hora de referència en un llarg viatge per mar, gràcies al treball del rellotger britànic John Harrison, qui va realitzar durant 31 anys diverses proves i assajos, revolucionant amb els seus cronòmetres la navegació marina. Va ser en 1760 quan el seu rellotge model H-4 es va retardar tan sol cinc segons després de vuitanta dies navegant per alta mar en un viatge d'anada i tornada entre Gran Bretanya i Jamaica.
No obstant això, la generalització del seu ús va ser molt lenta, fins que a mitjan segle xix es va poder disposar de rellotges fabricats en sèrie fiables i assequibles.
Ja en 1772, durant el segon viatge del capità James Cook als Mars del Sud, el seu navili (el Revolution), anava equipat amb dos cronòmetres marins. Un d'ells, el fabricat segons el disseny de Harrison, va funcionar sense cap problema durant tot el viatge, deixant a Cook plenament convençut de la seva utilitat i satisfet amb les seves prestacions.

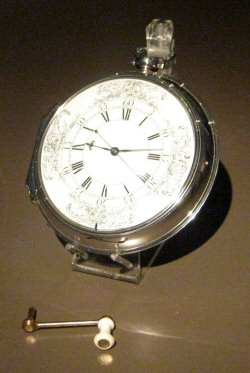
Cronòmetre marí de John Harrison Model H4, amb la manovella per donar-li corda.

Seixanta anys després, durant el cèlebre segon viatge del HMS Beagle (que va durar des de 1831 fins a 1836 amb Charles Darwin a bord madurant les seves idees i recollint arguments sobre la seva futura teoria de l'evolució), encara se seguien fent proves amb els cronòmetres marins. El navili portava a bord nogensmenys que 22 rellotges de diferents models, el funcionament dels quals va ser meticulosament avaluat. En aquesta expedició, gràcies als cronòmetres embarcats, es va aconseguir per primera vegada completar una cadena de mesurament de longituds donant la volta al món. La suma de les diferències en el migdia local de cada lloc hauria d'haver donat vint-i-quatre hores, perquè el Beagle va completar una circumnavegació del globus. La diferència total va ser de tan sol 33 segons.
Va ser precisament el definitiu perfeccionament dels cronòmetres marins un dels principals factors desencadenants que l'era dels descobriments i de la colonització aconseguís la seva màxima expansió cap a la meitat del segle xix, quan es van poder fabricar rellotges precisos a un cost raonable, potenciant l'efecte multiplicador sobre el comerç mundial de l'aparició dels vaixells de vapor.
Fins a la segona meitat del segle xx, moment en el qual es va anar generalitzant l'ús dels primers dispositius electrònics de navegació, els cronòmetres marins van ser un element insubstituïble que va permetre a tota mena de vaixells transoceànics conèixer la seva posició amb la precisió suficient per aconseguir amb seguretat les seves destinacions previstes.

## Ús

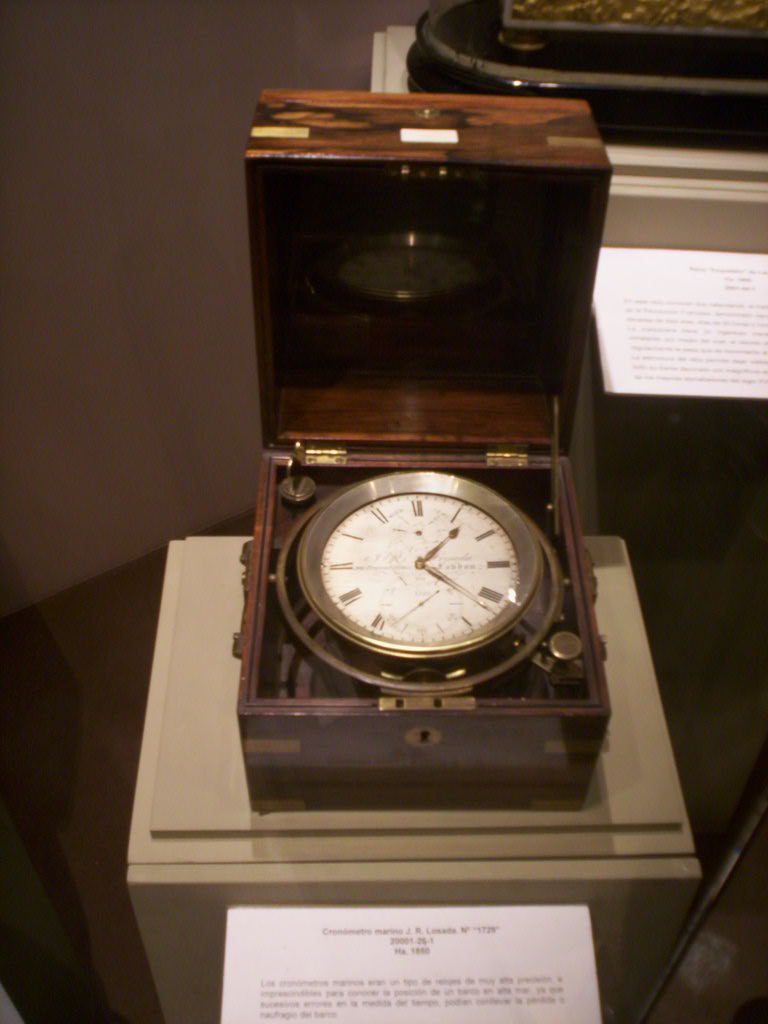
Cronòmetre marí de Losada

La determinació de l'hora exacta en alta mar és imprescindible per calcular la posició geogràfica, perquè l'observació astral requereix, a més de determinar l'altura (angle sobre l'horitzó), fixar l'instant precís en el qual s'efectua l'observació.
Per determinar una posició sobre la superfície de la Terra, és necessari i suficient conèixer la seva latitud, la seva longitud i la seva altitud, donant-se la circumstància en el cas dels vaixells que les determinacions altimètriques no tenen cap rellevància, perquè operen a nivell del mar. Fins a mitjan dècada de 1750, la navegació precisa en mar obert sense terra a la vista era un problema sense resoldre, a causa de la dificultat de calcular la longitud. Els navegants poden determinar la seva latitud fàcilment mesurant l'angle del sol sobre l'horitzó al migdia (és a dir, quan arriba al seu punt més alt en el cel, o culminació). No obstant això, per trobar la seva longitud, és imprescindible disposar d'un dispositiu que permeti conèixer amb precisió un temps estàndard de referència a bord del vaixell.
El propòsit del cronòmetre és mesurar amb precisió el temps d'un lloc fix conegut, com per exemple, l'Observatori de Greenwich (denominat GMT). Això és particularment important per a la navegació, perquè el conèixer el GMT des de qualsevol lloc permet que un navegant pugui utilitzar la diferència de temps (per exemple, respecte al moment en el qual es produeixi una determinada efemèride astronòmica prèviament coneguda) entre la posició del vaixell i la del Meridià de Greenwich per determinar la longitud de la nau. Com la Terra gira a un ritme regular, la diferència de temps entre el cronòmetre i l'hora local de la nau pot ser utilitzada per calcular la longitud de la nau en relació amb el Meridià de Greenwich (definida com a 0°), utilitzant trigonometria esfèrica. En la pràctica, un cronòmetre amb l'hora local de Greenwich, un almanac de navegació i la consulta d'unes taules trigonomètriques, permeten als navegants deduir les seves coordenades a partir de la posició del Sol, de la Lluna, dels planetes visibles, o de qualsevol de les 57 estels de navegació habitualment tabulades (a qualsevol moment que siguin visibles sobre l'horitzó).
Aquests rellotges són tractats amb summa cura, determinant-se diàriament el "estat absolut" o error de l'instrument, mitjançant comparació amb un senyal radiotelegràfic que transmeten diferents observatoris a aquest efecte. Per seguretat, es transporten dos cronògrafs en cada vaixell.
No obstant això, l'aparició dels sistemes de posicionament global mitjançant satèl·lits com el GPS i la generalització de l'ús de radars i de sonessis a bord, ha reduït considerablement la importància pràctica d'aquests rellotges i de les tècniques d'observació astronòmica que porten aparellades. En conseqüència, han quedat relegats al paper de procediments de seguretat auxiliars per al cas d'una fallada generalitzada en els sistemes electrònics de bord, per la qual cosa les tècniques de determinació cronomètrica de la longitud encara es conserven als programes de formació de la pràctica totalitat de les escoles de marina civils i militars de tot el món.